# Bagna Jasieńskie
Bagna Jasieńskie – użytek ekologiczny w województwie lubuskim, w powiecie żarskim, w gminie Jasień. Utworzony w 2002 roku. Powierzchnia użytku wynosi 13,47 ha.

## Wartość przyrodnicza
Użytek ekologiczny „Bagna Jasieńskie” został utworzony w celu ochrony rzadkich, ginących i chronionych roślin naczyniowych oraz fitocenoz na podmokłym obszarze. W jego granicach znalazły się: torfowisko przejściowe, szuwary okazałych bylin, należące do klasy zespołów szuwarowych Phragmitetea, łęg olszowy i ols porzeczkowy.
Najcenniejszym obszarem Bagien jest torfowisko przejściowe, na którym stwierdzono stanowiska dwóch gatunków umieszczonych na Czerwonej liście roślin naczyniowych w Polsce (Zarzycki K., Szeląg Z. 2006). Z grupy gatunków wymierających (kategoria krytycznie zagrożony: E) ponikło wielołodygowe Eleocharis multicaulis i rosiczka pośrednia Drosera intermedia, a także rosiczka okrągłolistna Drosera rotundifolia (kategoria zagrożenia: V). Ponikło wielołodygowe ma w Polsce tylko kilka stanowisk (niektóre wymagające potwierdzenia), 3 z nich niedawno odkryto w okolicy Lubska (użytek ekologiczny „Bagna przy Rabym Kamieniu”) i Jasienia. Rosiczka pośrednia to najrzadsza z rosiczek, mająca w Borach Dolnośląskich jedne z najliczniejszych stanowisk w kraju. Małą liczbę stanowisk w kraju posiada kłoć wiechowata Cladium mariscus, która na obszarze użytku tworzy charakterystyczne płaty szuwaru kłociowego Cladietum marisci. Ponikło wielołodygowe, rosiczka pośrednia, kłoć wiechowata oraz sit drobny Juncus bulbosus i wąkrota zwyczajna Hydrocotyle vulgaris, to we florze Polski rośliny szeroko pojętego elementu atlantyckiego. Osiągają one w większości swoje wschodnie granice zasięgów.
Z innych rzadkich roślin „Bagien Jasieńskich” warto wymienić: chronione grzybienie białe Nymphaea alba, przygiełkę białą Rhynchospora alba bezpośrednio zagrożoną wymarciem w Wielkopolsce (kategoria E) (Żukowski W. i in. 2001), wełniankę wąskolistną Eriophorum angustifolium i żurawinę błotną Vaccinium oxycoccos.

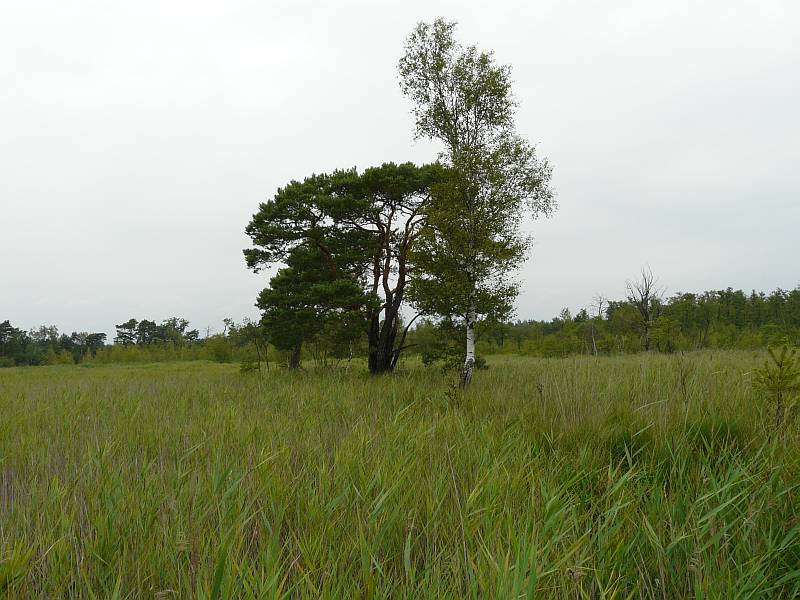
Użytek ekologiczny „Bagna Jasieńskie”
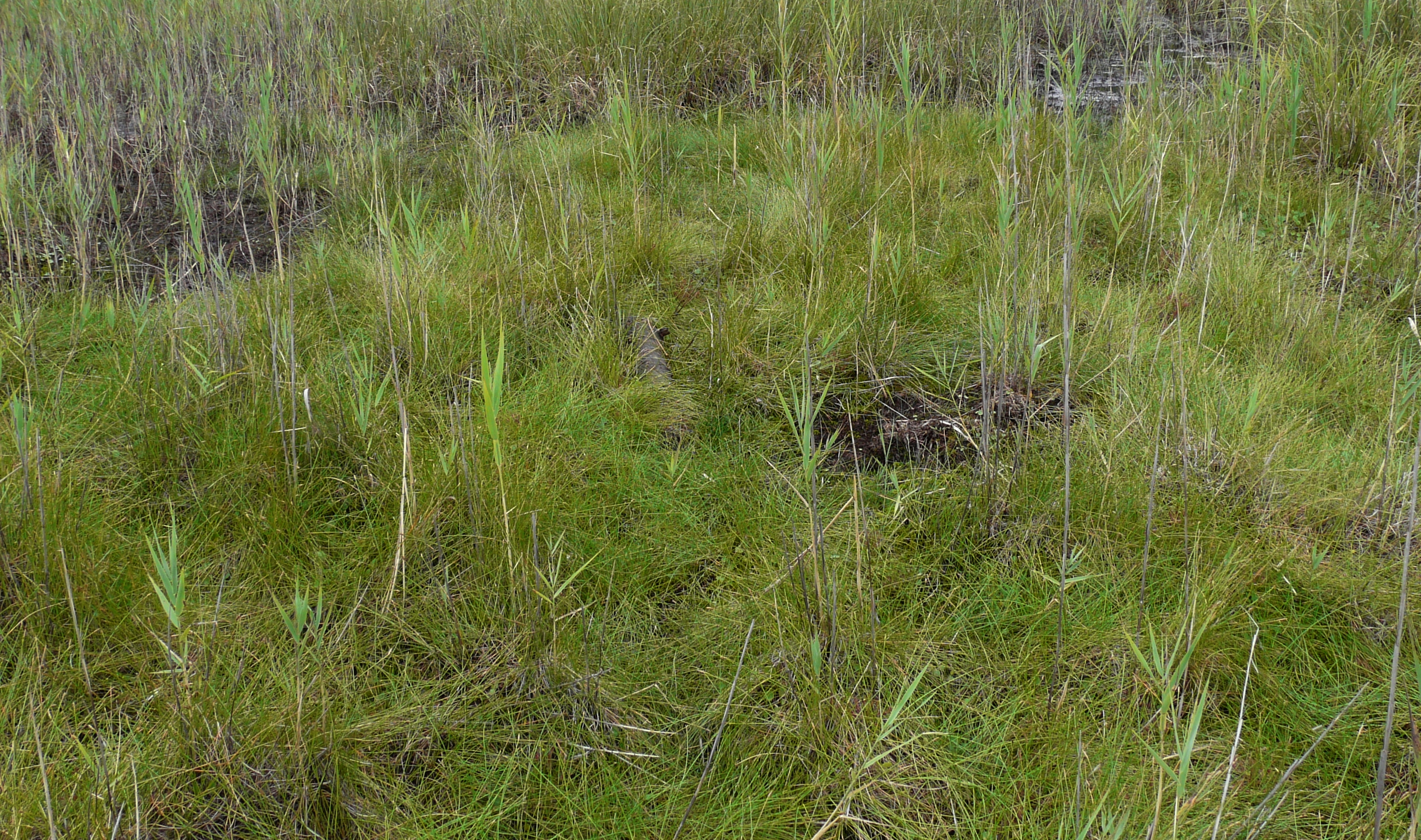
Fitocenozy Eleocharitetum multicaulis na użytku ekologicznym „Bagna Jasieńskie”